# Ivan Mamić
Ivan Mamić, slovenski politik, * 29. februar 1944.
Mamić je bil kot član NSi poslanec 3. državnega zbora Republike Slovenije.